# Słopanowo
Słopanowo – wieś w Polsce, położona w województwie wielkopolskim, w powiecie szamotulskim, w gminie Obrzycko.
| SIMC    | Nazwa          | Rodzaj    |
| ------- | -------------- | --------- |
| 0592118 | Słopanowo-Huby | część wsi |

W latach 1975–1998 miejscowość administracyjnie należała do województwa poznańskiego.
Znajduje się tam zabytkowy kościół drewniany pw. św. Mikołaja, zbudowany w latach 1695–1699. Interesujące jest wnętrze kościoła, utrzymane w stylu ludowym, zwłaszcza późnorenesansowe i barokowe polichromie. Ukazują one m.in. sceny z życia św. Mikołaja (prezbiterium), sceny biblijne i z życia świętych (nawa) i aniołów grających na instrumentach muzycznych na chórze organowym.
Najsłynniejsza polichromia znajduje się pod chórem organowym i przedstawia diabła trzymającego za kołnierz karczmarkę z kuflem piwa. Diabeł spisuje na wołowej skórze grzechy, a nad głową karczmarki widnieje opis, być może najcięższego zdaniem autora polichromii, grzechu: „Bo nie dolewała”.
Kościół w Słopanowie jest kościołem filialnym parafii w Obrzycku. Msze w nim odbywają się raz w tygodniu, w niedziele o godz. 9.15.